# 西又葵
西又葵（日语：西又 葵、1977年6月4日—），日本女性插畫家、遊戲原畫師。出身於東京都中野區。目前隸屬於Navel。

## 經歷
- 學生時代就是同人作家，與鈴平裕一起進行同人活動，化名「霧嶋優」角色扮演。在1998年以漫畫《West Again》出道而成為專業作家。
- 曾加入BasiL，以成人遊戲《Bless 〜close your eyes, open your mind.〜》為原畫師出道作。
- 以BasiL的第3部作品而知名。之後與其他主要成員離職，開設有限會社Omegavision，成立Navel品牌。
- 以Navel的招牌作《SHUFFLE!》而產生現在的人氣。
- 在2006年時，由西又葵負責原案及人物設計的《甜蜜偶像》電視動畫化。
- 自《Really? Really!》開始，也親自參與作詞。
- 2011年，應繪師100人展邀來台灣參加簽名活動。[5]
- 2016年4月23日，於網誌及Twitter上公佈了與聲優三宅淳一結婚的消息，並於同年6月24日發行婚禮照片及短文〈西又葵決定與男性聲優結婚的理由〉。[6]

## 人物
- 將自己的照片在網站及網誌上公開，就原畫師來說很少見。[3]
- 很喜歡貓，在網誌上常常可以看到貓的照片或是話題。

## 參加作品

### 成人遊戲
仍在BasiL時
- Bless 〜close your eyes, open your mind.〜：2000年9月8日發售，人物設計、原畫
- 21 -Two One-：2001年5月25日發售，人物設計、原畫
- ：2002年6月28日發售，人物設計、原畫
- （Pajamas Soft）：2002年9月20日發售，原畫協力

移籍至Navel後
- SHUFFLE!：2004年1月30日發售，人物設計、原畫
- Tick! Tack!：2005年9月16日發售，原畫（亦使用SHUFFLE!的材料）
- Really? Really!：2006年11月24日發售，人物設計、原畫
- Ne PON?×Li PON!：2007年8月31日發售，人物設計、原畫
- 我們沒有羽翼〜Prelude〜：2008年6月28日發售，人物設計、原畫
- 我們沒有羽翼：2009年1月30日發售，人物設計、原畫
- SHUFFLE! Essence＋：2009年10月30日發售，人物設計、原畫
- 我們沒有羽翼 After Story：2010年7月30日發售，人物設計、原畫
- 世界征服彼女：2010年12月24日發售，人物設計、原畫
- SHUFFLE! Love Rainbow：2011年4月28日發售，人物設計、原畫
- World Wide Love! 世界征服彼女ファンディスク：2011年10月28日發售，人物設計、原畫
- Navel*PLUS：2012年2月24日發售，人物設計、原畫
- 近月少女的禮儀：2012年10月26日發售，人物設計、原畫
- 少女理论及其周边 -Ecole de Paris-：2013年7月26日發售，人物設計、原畫
- 近月少女的禮儀2：2014年12月19日發售，人物設計、原畫
- ：2016年5月27日發售，人物設計、原畫
- 近月少女的禮儀2.1 E×S×PAR!!：2017年5月26日發售，人物設計、原畫
- 近月少女的禮儀2.2 AxL＋SA：2017年12月22日發售，人物設計、原畫
- ：2018年5月25日發售，人物設計、原畫
- SHUFFLE! Episode2：2020年5月29日發售，人物設計、原畫

### 一般遊戲
- 夏色劍術小町（NEC Interchannel）：2000年3月16日發售，PlayStation，角色原案、設計
- 虹色躲避球 少女們的青春（ATLUS）：2002年12月2日發售，PlayStation，角色原案、設計
- 21 -Two One-（Princess Soft）：2001年12月27日發售，Dreamcast，人物設計、原畫
- 愛情泡泡糖（Princess Soft）：2004年10月7日發售，PlayStation 2，角色原案、設計
- 甜蜜偶像（Princess Soft）：2005年4月28日發售，PlayStation 2，角色原案、設計
- SHUFFLE! ON THE STAGE（角川書店）：2005年10月20日發售，PlayStation 2，人物設計、原畫
- Really? Really! DS（角川書店）：2009年6月25日發售，任天堂DS，人物設計、原畫
- Marriage Royale Prism Story（ASCII Media Works）：2010年4月1日發售，PlayStation Portable，人物設計、原畫
- 和Hello Kitty在一起!BLOCK CRASH 123!（DORASU CORPORATION）：2010年7月15日發售，PlayStation Portable，人物設計（花店的Kitty愛好者）

### 書籍
- West Again（ISBN 4-87182-303-2，1998年，茜新社），漫畫出道作，成人漫畫，現在絕版。
- （ISBN 978-4-87031-896-0，2009年1月，飛鳥新社），首次發行的隨筆集。包括了照片以及隨筆插畫。
- （ISBN 978-4-87031-897-7，2009年1月，飛鳥新社），自己飼養的貓（15隻）與狗（5隻）的照片與隨筆。

#### 插畫
- 小春原日和的育成日記（五十嵐雄策著，電擊文庫）
- 可愛♥防護軟體（三才Books，2011年3月，ISBN 978-4861993305；銘顯文化，2011年7月，ISBN 978-9862990223）
- 雙葉社《Men's YOUNG》封面（2001年12月〜2004年9月）
- 青華堂「萌布丁」外盒與膠膜（2009年9月）
- NHK衛星第2頻道節目《MAG Net》角色原案

#### 畫冊
- 西又葵画集 Vivid（角川書店，2010年12月，ISBN 978-4-04-854539-6)，第一本畫集。